# Viscount Lake

Wappen der Viscounts Lake

Viscount Lake, of Delhi and Laswary and of Aston Clinton in the County of Buckingham, ist ein erblicher britischer Adelstitel in der Peerage of the United Kingdom.
Der Titel wurde am 4. November 1807 für den General Gerard Lake, 1. Baron Lake geschaffen. 1801 bis 1805 und 1805 bis 1807 war er britischen Oberbefehlshaber in Indien. Bereits am 1. September 1804 war ihm der Titel Baron Lake, of Delhi and Laswary and of Aston Clinton in the County of Buckingham, verliehen worden. Der Ortsname Delhi and Laswary in der territorialen Widmung bezieht sich auf die von General Lake kommandierten, siegreichen Schlachten im Zweiten Marathenkrieg bei Delhi am 11. September 1803 und bei Laswari am 1. November 1803.
Beide Titel erloschen beim Tod des 3. Viscounts am 24. Juni 1848.

## Liste der Viscounts Lake (1807)
- Gerard Lake, 1. Viscount Lake (1744–1808)
- Francis Lake, 2. Viscount Lake (1772–1836)
- Warwick Lake, 3. Viscount Lake (1783–1848)